# Scopula samothracica
Scopula samothracica là một loài bướm đêm trong họ Geometridae.